# Hudson Eight
La Eight è un'autovettura prodotta dalla Hudson nel 1940. Era il modello più piccolo con motore ad otto cilindri che era presente nella gamma Hudson.

## Storia
Era sostanzialmente la versione meno accessoriata della DeLuxe Eight. Con quest'ultima condivideva il telaio da 2.997 mm e l'aspetto. La Eight possedeva una calandra a barre orizzontali che copriva la larghezza del veicolo e i fanali integrati nei parafanghi.
Il motore installato era un otto cilindri in linea a valvole laterali da 4.169 cm³ di cilindrata avente un alesaggio di 76,2 mm e una corsa di 114,3 mm, che erogava 128 CV di potenza. Fu sostituita dalla Commodore Eight nel 1941.